# Архипов, Пётр Михайлович
Пётр Михайлович Архипов — деятель органов государственной безопасности СССР. Первый председатель КГБ суверенного Туркменистана. Народный депутат СССР (1989—91).

## Дата и место рождения
Родился 3 января 1934 года в г. Рокишкис (Литва).

## Образование и специальность
Окончил педагогический институт.

## Карьера
В органах госбезопасности — с 1 сентября 1952 года. Слушатель школы МГБ-КГБ № 303, с 31 августа 1955 года — слушатель Института иностранных языков КГБ. После его окончания в августе 1959 года работал в Управлении КГБ при Совете министров Литовской ССР.
- 29.04.1975—01.03.1979 — начальник Инспекции КГБ Литовской ССР.
- 01.03.1979—21.07.1980 — заместитель начальника 5-й Службы КГБ Литовской ССР.
- 21.07.1980—1985 — старший инспектор Инспекторского управления КГБ СССР.
- 1985—1988 — председатель КГБ Чечено-Ингушской АССР.
- 21.05.1988—25.03.1991 — председатель КГБ Туркменской ССР.
- С 25 марта 1991 года — в действующем резерве КГБ. В июле 1993 года уволен в отставку по возрасту.

## Награды и звания
- Орден «Красной звезды»
- медали

### Воинские звания
- Лейтенант (02.11.1955)
- Старший лейтенант (04.11.1959)
- Капитан (17.12.1962)
- Майор (20.02.1970)
- Подполковник (03.09.1974)
- Полковник (1981)
- Генерал-майор (1986)